# Anii 220
Secole: Secolul al II-lea - Secolul al III-lea - Secolul al IV-lea
Decenii: Anii 170 Anii 180 Anii 190 Anii 200 Anii 210 - Anii 220 - Anii 230 Anii 240 Anii 250 Anii 260 Anii 270
Ani: 220 | 221 | 222 | 223 | 224 | 225 | 226 | 227 | 228 | 229